# Таррінгтон (Вікторія)
Таррінгтон (англ. Tarrington) — село в Австралії, на південному заході штату Вікторія за 9 км від міста Гамільтон і за 314 км від Мельбурна. За переписом населення 2006 року в селі проживали 193 особи.

## Історія

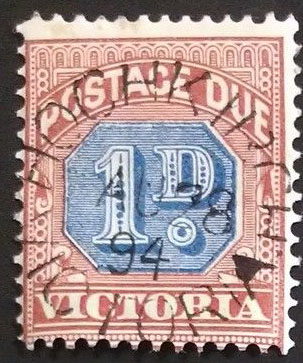
Поштова марка на честь поселення Гохкірх

Поселення Таррінгтон засноване лужицькими сербами, які емігрували з німецьких територій (Саксонії) в Австралію, а також пруськими і саксонськими фермерами. Перші німецькі поселенці прибули в австралійський Ворнамбул 1849 року і в Портланд 1852 року. Всі вони були переважно лютеранами за віросповіданням. Вони заснували низку поселень на території Австралії: Саут-Гамільтон (англ. South Hamilton), Гохкірх (Таррінгтон) (англ. Hochkirch/Tarrington), Ґнаденталь (англ. Gnadenthal), Сент-Люкс-Саут-Гамільтон (англ. St Luke’s South Hamilton), Табор, Нойкірх (Б'ядук), Ворраюр (англ. Warrayure). Спочатку засноване емігрантами поселення називалося «Букеци» (в.-луж. Bukecy) лужицькою або «Гохкірх» (нім. Hochkirch) німецькою, на честь однойменної комуни, звідки були родом засновники. В 1860-і роки поселення стало розширюватися, а 15 лютого 1861 року було відкрито Гохкірхське поштове відділення (нині закрите, на його місці знаходиться склад поштових відправлень). 1 березня 1918 року поселення перейменували на Таррінгтон на тлі панування германофобії, викликаної Першою світовою війною.
Через перейменування поселення в школах заборонили вивчати і викладати німецьку мову, а також заборонили ввозити німецькомовні книги на територію Австралії і селища зокрема. Внаслідок цього наступні покоління вже не володіли ні німецькою, ні лужицькою мовами як рідними, і повністю асимілювалися в австралійському суспільстві, хоча багато з них зберегли прізвища німецького або лужицького походження. В 1920-і в Таррінгтоні з'явився тенісний клуб, пізніше відкрилася винокурня Hochkirch and Tarrington Wineries, де виробляються сорти вин Семільйон і Піно-нуар. Від 1911 року в селі існує місцевий оркестр духових інструментів Hochkirch's Brass Band, який виграв змагання оркестрів 2008 року Hamilton Eisteddfod.
В селі є лютеранська церква, школа, кафе, служба з ремонту комп'ютерної техніки, склад, пожежна станція та медичний пункт.